# Frösö socken
Frösö socken ligger i Jämtland, ingår sedan 1971 i Östersunds kommun och motsvarar från 2016 Frösö distrikt.
Socknens areal är 137,56 kvadratkilometer, varav 99,76 land. År 2000 fanns här 10 672 invånare. En del av tätorten Östersund samt sockenkyrkan Frösö kyrka ligger i socknen. 

## Administrativ historik
Frösö socken har medeltida ursprung. 
Vid kommunreformen 1862 överfördes ansvaret för de kyrkliga frågorna till Frösö församling och för de borgerliga frågorna till Frösö landskommun. Landskommunen ombildades 1947 till Frösö köping som 1971 uppgick i Östersunds kommun. Församlingen uppgick 2014 i Frösö, Sunne och Norderö församling.
1 januari 2016 inrättades distriktet Frösö, med samma omfattning som församlingen hade 1999/2000.
Socknen har tillhört fögderier, tingslag och domsagor enligt vad som beskrivs i artikeln Jämtland. De indelta soldaterna tillhörde Jämtlands fältjägarregemente och Jämtlands hästjägarkår.

## Geografi
Frösö socken omfattar Frösön i Storsjön och mindre delar på fastlandet, söder om Vallsundet och nordost om Östersund. Socknen har odlingsmark och en öppen sluttande terräng och skogsbygd.
Åren 1679-1847 låg Frösö Trivialskola, ett landsbygdsläroverk, som länge var unikt i landet, på Frösön. Från 1730-talet har bevarats två lärarbostäder av trä. Dessa två är Scholarebostaden och Collegiebostaden. De är båda byggnadsminnen sedan 1983. En biblioteksbyggnad av sten i nyklassicistisk stil invigdes 1833. 
Villa Sommarhagen var Wilhelm Peterson-Bergers hem. Huset byggdes i trä 1914. Det är byggt i nationalromantisk stil och blev byggnadsminne 1983.

### Geografisk avgränsning
Frösö socken gränsar på fastlandet söder om Vallsundet i sydväst mot Sunne socken och i sydost mot Marieby socken.
Socknens näst sydligaste punkt ligger strax utanför Långnäset i Mellan-Svartsjön på fastlandet. Vid nyss nämnda punkt ligger "tresockenmötet" Frösö-Sunne-Marieby. Norra Svartsjön liksom torpen Hålön och Tjärnänge ligger inom Frösö socken. 
Den allra sydligaste punkten (breddgradsmässigt ca 500 längre mot söder) ligger i den enklav som innefattar byn Gilleråsen. Punkten ligger i skogen mellan gården Kalmar och byn Stackris, båda i Sunne socken. Enklaven är avskild från huvudsocknen genom en cirka 500 meter bred landremsa av Sunne socken i höjd med Rödmyrmyren.
Socknen omfattar på fastlandet i övrigt bl.a. följande bebyggelser: Målsta, Genvalla, Fillsta, Valla, Sandviken, Knytta, Namn samt Slandrom längs Vallsundet resp Brunfloviken. Vallsundsbron går från Sandviken till Framnäs på Frösön.
Längre in på land ligger bl.a. gårdarna Slutsved, Smörögat, Bäckäng samt byarna Bällsta, Rasten samt Brattåsen, den senare med de stora TV- och Radio-masterna.
I övrigt omfattar Frösö socken ön Frösön samt den lilla Åsön ute i Storsjön. Sockengränsen går till stor del ute i Storsjön. "Tresockenmötet" Frösö-Sunne-Norderö ligger cirka 2 km söder om Åsön. I väster gränsar socknen sålunda mot Norderö socken samt mitt i Storsjön mot Hallens socken. I vattnet ligger dels ett "tresockenmöte" Frösö-Norderö-Hallen, dels ett sådant möte Frösö-Hallen-Rödön. Gränsen mot Hallen är cirka 2 km lång mitt ute i sjön.
I norr gränsar Frösö socken mot Rödöns socken i Krokoms kommun. Gränsen går genom Rödösundet, över vilket Rödöbron sträcker sig. Mitt i den del av Storsjön som kallas Åssjön ligger "tresockenmötet" Frösö-Rödön-Ås. Ås socken ligger i nordost. Mellan Kycklingholmen och Lugnvik ligger "tresockenmötet" Frösö-Ås-Östersund. Östersunds församling ligger i öster. Frösöbron går mellan Frösön och Östersund. I Brunfloviken utanför Slandrom ligger slutligen "tresockenmötet" Frösö-Östersund-Marieby.

## Fornlämningar
Man har anträffat och bevarat ungefär 100 fornlämningar inom Frösö socken. Från yngre järnåldern finns flera gravhögar. På Frösön ligger Jämtlands enda fornborg, Mjälleborgen. Landets nordligaste runsten - Frösöstenen ligger på Frösöns östra sida, bredvid Hornsbergskyrkan. Spår av lågteknisk järnframställning har anträffats, likaså två depåfynd av ämnesjärn. Det finns även fångstgropar i socknen.

## Namnet
Namnet (1200-talet Fräseyar, 1344 Frösö) kommer från ön. Förleden innehåller asagudnamnet Frö.
Före 1940 skrevs namnet även Frösöns socken.

## Befolkningsutveckling
| Befolkningsutvecklingen i Frösö socken 1750–1990                                                         | Befolkningsutvecklingen i Frösö socken 1750–1990 | Befolkningsutvecklingen i Frösö socken 1750–1990 | Befolkningsutvecklingen i Frösö socken 1750–1990 | Befolkningsutvecklingen i Frösö socken 1750–1990 |
| --- | ------------------------------------------------ | ------------------------------------------------ | ------------------------------------------------ | ------------------------------------------------ |
| |                                                  |                                                  |                                                  |                                                  |
| År |                                                  |                                                  | Folkmängd                                        |                                                  |
| 1750 | 1750                                             |                                                  | 615                                              |                                                  |
| 1760 | 1760                                             |                                                  | 645                                              |                                                  |
| 1769 | 1769                                             |                                                  | 658                                              |                                                  |
| 1810 | 1810                                             |                                                  | 782                                              |                                                  |
| 1820 | 1820                                             |                                                  | 805                                              |                                                  |
| 1830 | 1830                                             |                                                  | 922                                              |                                                  |
| 1840 | 1840                                             |                                                  | 1 005                                            |                                                  |
| 1850 | 1850                                             |                                                  | 1 042                                            |                                                  |
| 1860 | 1860                                             |                                                  | 1 161                                            |                                                  |
| 1870 | 1870                                             |                                                  | 1 308                                            |                                                  |
| 1880 | 1880                                             |                                                  | 1 411                                            |                                                  |
| 1890 | 1890                                             |                                                  | 1 788                                            |                                                  |
| 1900 | 1900                                             |                                                  | 2 472                                            |                                                  |
| 1910 | 1910                                             |                                                  | 2 598                                            |                                                  |
| 1920 | 1920                                             |                                                  | 3 538                                            |                                                  |
| 1930 | 1930                                             |                                                  | 3 994                                            |                                                  |
| 1940 | 1940                                             |                                                  | 5 228                                            |                                                  |
| 1950 | 1950                                             |                                                  | 7 545                                            |                                                  |
| 1960 | 1960                                             |                                                  | 8 740                                            |                                                  |
| 1970 | 1970                                             |                                                  | 9 700                                            |                                                  |
| 1980 | 1980                                             |                                                  | 10 958                                           |                                                  |
| 1990 | 1990                                             |                                                  | 10 590                                           |                                                  |
| Anm: Källor: Umeå universitet - Tabellverket 1749-1859, Demografiska databasen, CEDAR, Umeå universitet. |                                                  |                                                  |                                                  |                                                  |